# Álvaro Vadillo
Álvaro Vadillo Cifuentes (Puerto Real, 12 september 1994)  is een Spaans voetballer die doorgaans als flankaanvaller speelt.

## Clubcarrière
Geboren in de provincie van Cádiz sloot hij op 12-jarige leeftijd aan bij het Real Betis jeugdopleiding. Op 28 augustus 2011 werd Vadillo de jongste speler ooit die actief was in de Primera División. Hij startte in de basiself tegen Granada (1-0 winst). Op dat moment was hij 16 jaar, 11 maanden en 16 dagen oud. Op 15 oktober 2011 kwam hij in botsing met Sergio Ramos. Na het contact met de Real Madrid-verdediger werd Vadillo van het veld gedragen en stond hij maandenlang aan de kant door een gescheurde kruisband. Er ontstonden geruchten dat zowel Manchester United als AC Milan interesse toonden in de jonge flankspeler. Vadillo gaf aan dat hij Engelse lessen had gevolgd tijdens zijn revalidatie.
Op 18 augustus 2016 tekende hij een éénjarig contract bij SD Huesca, een ploeg uit de Segunda División A.  Zijn eerste doelpunt scoorde hij op 1 oktober tijdens de 2-0 thuisoverwinning tegen UD Almería.  Tijdens dit eerste seizoen 2016-2017 zou hij in totaal zeven doelpunten scoren in vierendertig optredens.  Het daaropvolgende seizoen 2017-2018 zou de ploeg vice-kampioen worden en zo de directe promotie afdwingen.  De speler zou echter doelpuntenloos blijven tijdens negentien wedstrijden.
Door zijn mindere seizoen zou hij de ploeg niet naar het hoogste niveau volgen, maar hij tekende op 27 juni 2018 een tweejarig contract bij Granada CF, een ploeg uit de Segunda División A. Tijdens het eerste seizoen 2018-2019 werd ook deze ploeg vice-kampioen met directe promotie als gevolg.  Tijdens dit seizoen zou hij vier doelpunten scoren.  Deze keer volgde hij de ploeg wel naar Primera División en scoorde zijn eerste doelpunt op 21 september 2019 tegen de 2-0 thuisoverwinning tegen regerend kampioen FC Barcelona.  Dit leverde hen zelfs tijdelijk de leiding van het klassement op.
Op 22 juli 2020 verhuisde hij naar reeksgenoot Celta de Vigo, waar hij een driejarig contract tekende.  Hij kwam niet in actie, waardoor hij op 5 oktober 2020 uitgeleend werd aan RCD Espanyol, een ploeg die vorig seizoen gedegradeerd was naar Segunda División A. In het huurcontract stond dat de ploeg uit Barcelona de speler moest overnemen in geval van promotie.  De ploeg werd kampioen tijdens het allereerste seizoen 2020-2021 en zo werd de speler vanaf seizoen eigendom van Espanyol.

## Interlandcarrière
Vadillo speelde zeven interlands voor Spanje -17. Hij kwam eenmaal in actie voor Spanje -19. Hij debuteerde in 2012 in Spanje -20.
1 Zidane ·
1 Ru. Sánchez ·
3 Brau ·
4 Rubio ·
5 Insúa ·
6 Hongla ·
7 Boyé  ·
8 Villar ·
9 Weissman ·
10 Uzuni ·
11 Tsitaisjvili ·
12 Ri. Sánchez ·
13 Martínez ·
14 Miquel ·
15 Neva ·
16 Lama ·
17 Corbeanu ·
18 Jóźwiak ·
19 Reinier ·
20 Ruiz ·
22 Sáenz ·
23 Trigueros ·
24 Williams ·
25 Mariño ·
26 Rodelas ·
27 Faye ·
30 Diao ·
Coach: Escribá